# Татяна Прентович
Татяна Прентович (на македонска литературна норма: Татјана Прентовиќ) е северномакедонска учена, специалистка по селекция, агротехника, семепроизводство, преподавателка в Скопския университет, както и политик, депутат от Социалдемократическия съюз на Македония.

## Биография
Родена е на 27 юли 1964 година в град Скопие, тогава в Социалистическа федеративна република Югославия. В 1988 година завършва Земеделския факултет на Скопския университет, в 1995 година получава магистърска степен от този факултет, а в 2002 година - докторска. От 1997 година преподававъв Факултета - редовен професор в Катедрата за специално селско стопанство в Института за растителна биотехнология. Авторка е на много публикации по селекция, агротехника и семепроизводство и участва в много научни проекти.
В 2016 година е избрана за депутат от Социалдемократическия съюз на Македония в Събранието на Република Македония.